# Russell (cratère lunaire)
Russell est un cratère d'impact lunaire, situé dans la partie ouest de l'Oceanus Procellarum, à proximité du bord occidental du disque lunaire. En conséquence, il apparaît de forme oblongue en raison de la perspective.   
Son diamètre est de 103 km. 
Dans le passé, ce cratère était parfois désigné comme Otto Struve A, ou simplement supposé faire partie du cratère Struve, plus grand. Le cratère Eddington, au sud-est, a également été désigné comme Otto Struve A sur les anciennes cartes lunaires. 
Son nom vient de l'astronome américain Henry Norris Russell et du peintre anglais du XVIIIe siècle John Russell. 

## Cratères satellites
Par convention, ces caractéristiques sont identifiées sur les cartes lunaires en plaçant la lettre sur le côté du point médian du cratère le plus proche de Russell. 
| Russell | Latitude | Longitude | Diamètre |
| ------- | -------- | --------- | -------- |
| B       | 26,4 ° N | 78,2 ° O  | 19 km    |
| E       | 28,6 ° N | 74,5 ° O  | 9 km     |
| F       | 28,0 ° N | 76,4 ° O  | 9 km     |
| R       | 28,7 ° N | 75,3 ° O  | 45 km    |
| S       | 29,4 ° N | 77,1 ° O  | 25 km    |

## Voir également
- 1762 Russell, astéroïde